# Коборі Вака
Коборі Вака (10 серпня 2000) — японська плавчиня.
Учасниця Олімпійських Ігор 2020 року.
Призерка Азійських ігор 2018 року.
Переможниця літньої Універсіади 2019 року.
Призерка Чемпіонату світу з плавання серед юніорів 2017 року.